# Velorcey
Velorcey ist eine Gemeinde im französischen Département Haute-Saône in der Region Bourgogne-Franche-Comté.

## Geographie
Velorcey liegt auf einer Höhe von 258 m über dem Meeresspiegel, elf Kilometer westsüdwestlich von Luxeuil-les-Bains und etwa 19 Kilometer nordnordöstlich der Stadt Vesoul (Luftlinie). Das Dorf erstreckt sich im nördlichen Teil des Departements, in einer Mulde am Nordfuß der Höhen des Mont Vaulot.
Die Fläche des 6,18 km² großen Gemeindegebiets umfasst einen Abschnitt der leicht gewellten Landschaft südlich der Lanterne. Der zentrale Teil des Gebietes wird von der Talmulde des Ruisseau de la Prairie und seiner Quellbäche eingenommen. Er sorgt für die Entwässerung nach Norden zur Lanterne. Die Talmulde liegt auf durchschnittlich 250 m und weist eine Breite von maximal einem Kilometer auf. Landwirtschaftliche Nutzung herrscht hier vor. 
Nach Süden steigt das Gelände, das zur Hauptsache aus Muschelkalk der mittleren Trias aufgebaut ist, allmählich an zu den Höhen des Bois de Villers. Die östliche Abgrenzung bildet die Kuppe des Bois Dard, auf der mit 310 m die höchste Erhebung von Velorcey erreicht wird. Nördlich der Niederung des Ruisseau de la Prairie erstreckt sich das Gemeindeareal in das ausgedehnte Waldgebiet des Bois de Bertimont (bis 288 m). Hier tritt Buntsandstein aus der Untertrias zutage.
Nachbargemeinden von Velorcey sind Conflans-sur-Lanterne und Briaucourt im Norden, Abelcourt im Osten, Villers-lès-Luxeuil im Süden sowie Meurcourt im Westen.

## Geschichte
Im Mittelalter gehörte Velorcey zur Freigrafschaft Burgund und darin zum Gebiet des Bailliage d’Amont. Es war vom Templerorden von La Villedieu-en-Fontenette abhängig. Im Jahr 1364 wurde das Dorf von den Grandes Compagnies zerstört. Zusammen mit der Franche-Comté gelangte der Ort mit dem Frieden von Nimwegen 1678 definitiv an Frankreich. Zu Beginn des 20. Jahrhunderts wurde Velorcey durch eine Trambahn an das Netz des öffentlichen Verkehrs angebunden. Der Betrieb auf der Linie wurde 1934 eingestellt und durch eine Busverbindung ersetzt.

## Bevölkerung
| Jahr                       | 1962 | 1968 | 1975 | 1982 | 1990 | 1999 | 2006 | 2018 |
| Einwohner                  | 113  | 118  | 103  | 101  | 114  | 130  | 178  | 204  |
| Quellen: Cassini und INSEE |      |      |      |      |      |      |      |      |

Mit 204 Einwohnern (1. Januar 2022) gehört Velorcey zu den kleinen Gemeinden des Départements Haute-Saône. Nachdem die Einwohnerzahl in der ersten Hälfte des 20. Jahrhunderts deutlich abgenommen hatte (1881 wurden noch 279 Personen gezählt), wurde seit Beginn der 1980er Jahre wieder ein Bevölkerungswachstum verzeichnet. Die Zahlen stammen aus den Datensätzen von Cassini und INSEE.

## Sehenswürdigkeiten

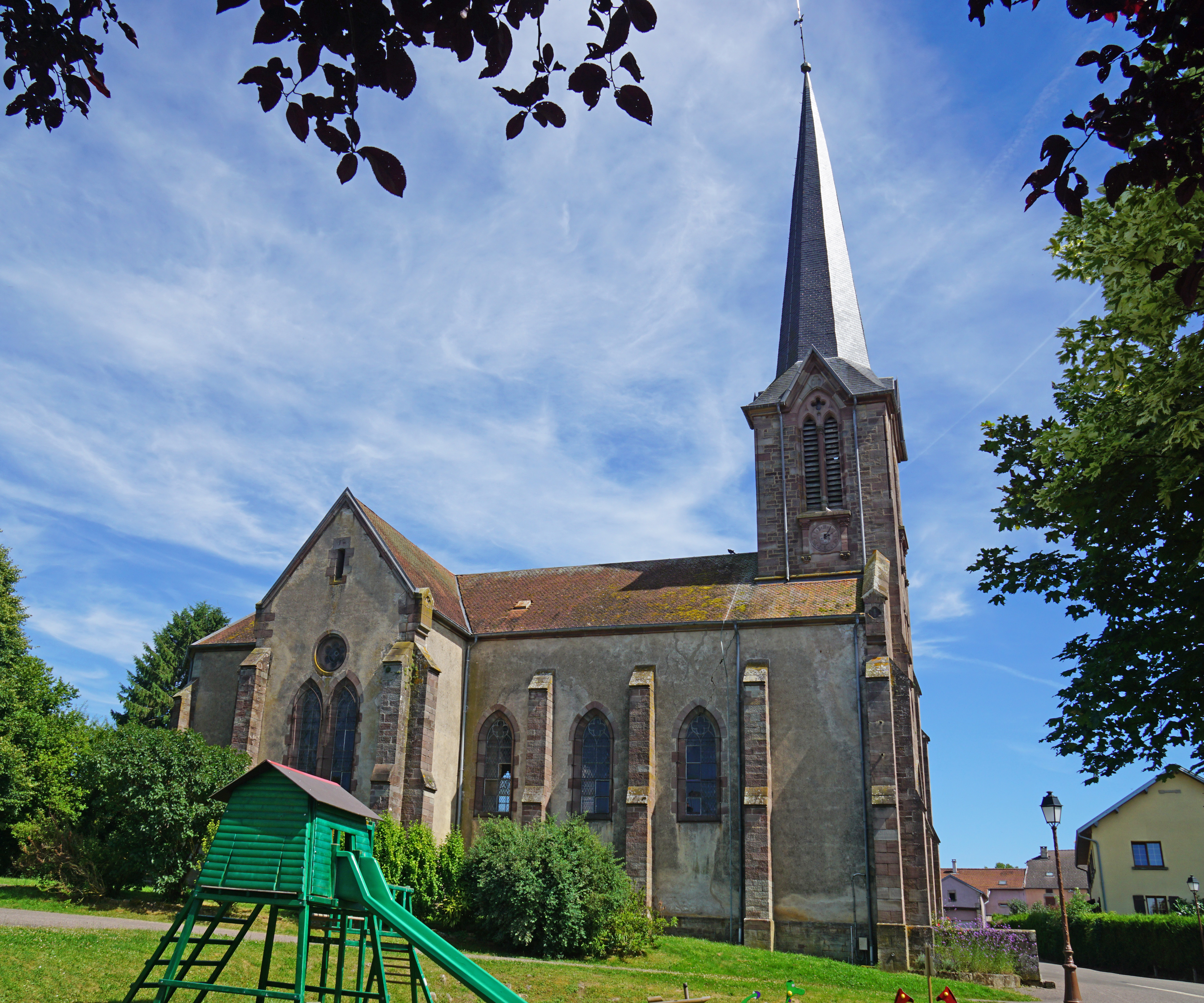
Kirche Saint-Laurent

Die Kirche Saint-Laurent wurde im 19. Jahrhundert im Stil der Neugotik neu erbaut. Sie besitzt eine Madonnenstatue (17. Jahrhundert) aus Holz und weitere Statuen aus dem 18. Jahrhundert. Ein Calvaire aus dem Jahr 1767. Sehenswert sind auch der Brunnen mit Pavillon und ein ehemaliges Herrschaftshaus mit Türmchen aus dem 16. Jahrhundert.

## Wirtschaft und Infrastruktur
Velorcey war bis weit ins 20. Jahrhundert hinein ein vorwiegend durch die Landwirtschaft (Ackerbau, Obstbau und Viehzucht) und die Forstwirtschaft geprägtes Dorf. Heute gibt es einige Betriebe des lokalen Kleingewerbes. In den letzten Jahrzehnten hat sich das Dorf zu einer Wohngemeinde gewandelt. Viele Erwerbstätige sind deshalb Wegpendler, die in den größeren Ortschaften der Umgebung ihrer Arbeit nachgehen.
Die Ortschaft liegt abseits der größeren Durchgangsachsen an einer Departementsstraße, die von Luxeuil-les-Bains nach La Villedieu-en-Fontenette führt. Eine weitere Straßenverbindung besteht mit Conflans-sur-Lanterne.